# Tosca Kniese

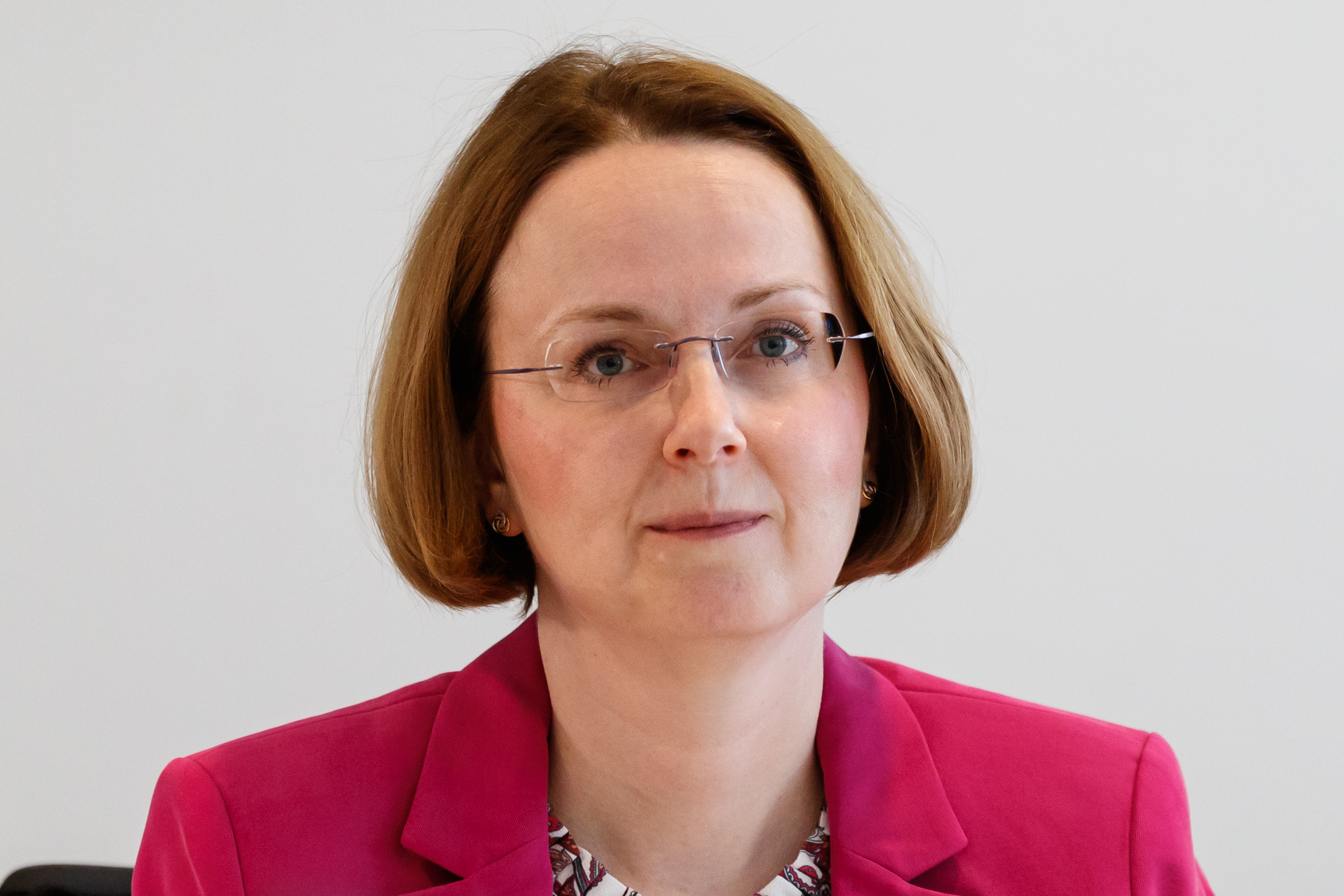
Tosca Kniese (2022)

Tosca Kniese (* 10. April 1978 in Marburg) ist eine deutsche Politikerin (Bürger für Thüringen, zuvor AfD). Von 2019 bis 2024 war sie Mitglied des Thüringer Landtags.

## Leben
Kniese ging nach eigenen Angaben in Nordrhein-Westfalen, den Vereinigten Staaten und in Thüringen zur Schule. Anschließend belegte sie in England und Deutschland ein Studium, das sie 2005 als Diplom-Wirtschaftsjuristin (FH) abschloss. Sie ist Gesellschafterin im Unternehmen ihrer Familie im Wartburgkreis.
Kniese ist ledig und wohnt in Eisenach.

## Politik
Zwischen November 2018 und November 2020 war sie stellvertretende Vorsitzende der AfD Thüringen.
Kniese gelang am 27. Oktober 2019 der Einzug als Abgeordnete in den Landtag Thüringen über die Landesliste. Anfang Dezember 2021 gab sie ihren Partei- und Fraktionsaustritt bekannt. Als Grund für ihren Austritt nannte sie die sozialpolitischen Vorstellungen Björn Höckes (den „solidarischen Patriotismus“), die ihr zufolge eine „unternehmerfeindliche Richtung“ darstellen würden, da sie sich gegen die Behebung des Fachkräftemangels durch Arbeitsmigration richten. Durch Knieses Entscheidung war die thüringische AfD-Fraktion nicht länger die stärkste Oppositionsfraktion des Landtags in der 7. Wahlperiode.
Am 20. Juni 2022 gründete Kniese zusammen mit der ehemaligen FDP-Abgeordneten Ute Bergner sowie den beiden ehemaligen AfD-Abgeordneten Birger Gröning und Lars Schütze die parlamentarische Gruppe Bürger für Thüringen. Der Antrag auf parlamentarische Anerkennung wurde im Juli-Plenum vom Parlament bestätigt. Auf der Pressekonferenz zur Gründung der Gruppe kündigte Kniese an, nach der aktuellen Legislaturperiode ihre politische Karriere zu beenden. Sie schied somit im September 2024 aus dem Thüringer Landtag aus.